# Ox Nché

a Compétitions nationales et continentales officielles uniquement.

b Matchs officiels uniquement.
Dernière mise à jour le 16 août 2025.
Retshegofaditswe Nché, plus connu comme Ox Nché, né le 23 juillet 1995 à Bloemfontein (Afrique du Sud), est un joueur de rugby à XV international sud-africain, évoluant au poste de pilier. Il joue avec les Sharks en United Rugby Championship depuis 2020, et avec les Natal Sharks en Currie Cup depuis 2020 également.

## Carrière

### En club
Ox Nché rejoint en 2011 l'académie des Free State Cheetahs, dans sa région natale de l'État libre, avec qui il fait toute sa formation. Il dispute notamment la Craven Week en 2012 et 2013 avec cette équipe,.
En 2015 et 2016, il dispute la Varsity Cup (en) (championnat universitaire sud-africain), avec l'équipe des UFS Shimlas,.
Il commence sa carrière professionnelle en 2016 avec la franchise des Cheetahs en Super Rugby. Il joue son premier match le 26 février 2016 contre les Jaguares. Dès sa première saison, il dispute douze rencontres, dont la moitié comme titulaire, s'imposant ainsi dans la rotation au poste de pilier gauche,.
La même année, il dispute le Rugby Challenge avec les Free State Cheetahs. Quelques mois plus tard, il joue également la Currie Cup, dont il est élu meilleur joueur de la compétition.
Après la saison 2017 de Super Rugby, les Cheetahs sont exclus du championnat pour des raisons économiques et pour un manque de résultats, et rejoignent dans la foulée le Pro14. Nché reste alors fidèle à son équipe et dispute donc leur saison inaugurale dans ce championnat.
En 2020, après trois saisons de Pro14 avec les Cheetahs, il rejoint les Sharks en Super Rugby Unlocked (en), succédant ainsi à l'emblématique Tendai Mtawarira,. Convaincant lors de sa première saison avec la franchise de Durban, il prolonge son contrat pour trois saisons supplémentaires.

### En équipe nationale
Ox Nché joue avec la sélection scolaire sud-africaine en 2012 et 2013.
Il joue avec l'équipe d'Afrique du Sud des moins de 20 ans dans le cadre du championnat du monde junior 2015,.
Il joue avec l'équipe d'Afrique du Sud A en juin 2017, à l'occasion d'une série de deux rencontres contre les Barbarians français. Remplaçant lors du premier match, il est ensuite titulaire pour le second, marquant à cette occasion un essai sur exploit individuel et une course de cinquante mètres,.
Il est sélectionné pour la première fois avec les Springboks en avril 2018 par le sélectionneur Rassie Erasmus. Il obtient sa première cape internationale le 2 juin 2018 à l’occasion d’un test-match contre l'équipe du pays de Galles à Washington DC.
Trois ans après sa première sélection, il est rappelé en équipe nationale par le sélectionneur Jacques Nienaber pour préparer la tournée des Lions britanniques en Afrique du Sud. Il obtient sa deuxième sélection lors d'un match de préparation face à la Géorgie, avant de jouer un match contre les Lions lors de la série.

## Vie privée
Ox Nché mange régulièrement des gâteaux et a donc un régime alimentaire atypique pour un sportif de haut niveau. Il affirme que c'est là que réside la clé de son succès car « les salades ne font pas gagner des mêlées ». 

## Palmarès

### En club
- Vainqueur de la Currie Cup en 2016 avec les Free State Cheetahs.
- Vainqueur de la Challenge Cup en 2024 avec les Sharks.

### En équipe nationale
- Vainqueur de la Coupe du monde en 2023 avec l'équipe d'Afrique du Sud.

### Distinctions personnelles
- Membre de l'équipe-type du United Rugby Championship en 2024.

## Statistiques
Au 18 octobre 2023, Ox Nché compte 28 capes en équipe d'Afrique du Sud, dont 15 en tant que titulaire, depuis le 2 juin 2018 contre l'équipe du pays de Galles à Washington DC. 